# Menorquina
La menorquina est une race bovine espagnole. Elle est aussi nommée mahonesa ou vermella en catalan.

## Origine
Elle est originaire, comme son nom l'indique, de Minorque aux îles Baléares. C'est une race élevée localement depuis très longtemps, probablement issue du rameau rouge. 
Les effectifs très faibles en 1993, 184 animaux, sont remontés à 1 397 en 2011, grâce à l'inscription de la race au catalogue officiel des races et aux mesures de préservation mises en place.

## Morphologie
Elle porte une robe rouge à muqueuses rosées. 90 % des animaux ne portent pas de cornes.
C'est une race moyenne avec des vaches de 130 cm pour 400 à 450 kg et des taureaux de 144 cm pour 700 à 800 kg.

## Aptitudes
La race est bien adaptée au climat méditerranéen extrême où elle exploite des ressources fourragères de médiocre qualité. Elle produit en moyenne 3 000 kg de lait par lactation.